# Horsens-Odder Jernbane
Horsens-Odder Jernbane (HOJ) var en dansk privatbane mellem Horsens og Odder 1904-67.

## Historie
Lov af 16. marts 1900 gav hjemmel til en jernbane fra Horsens til Odder med sidebane til Gylling. Sidebanen skulle efter planen gå fra Falling, men bortfaldt ved lov af 20. marts 1901. Eneretsbevilling blev udstedt 24. juni 1901, og i april 1902 blev anlægget af banen påbegyndt.
Den store jernbanelov fra 1918 indeholdt igen en sidebane, nu fra Ørting til Gylling. Den blev dog – som de fleste andre af denne lovs projekter – aldrig realiseret.
Banen havde egen godsstation på Horsens Havn indtil 1950, hvor også godstrafikken blev optaget på Horsens DSB-station.
I juli 2020 er der åbnet en vandrerute på den gamle banetracé, der følger nedenstående standsningssteder. Vandreruten er et samarbejde mellem Horsens Kommune og Odder Kommune og er afmærket hele vejen.

## Strækningsdata
- Åbnet: 14. maj 1904
- Længde: 34,0 km (dog 0,4 km kortere indtil 1929, da Horsens station blev flyttet længere mod vest)
- Sporvidde: 1.435 mm
- Skinnevægt: 22,32-32 kg/m
- Maks. hastighed: 70 km/t
- Nedlagt: 31. marts 1967

## Standsningssteder
- Horsens station i km 0,0 – forbindelse med Fredericia-Skanderborg-Aarhus Jernbane, Horsens-Juelsminde Jernbane, Horsens Vestbaner og Horsens-Bryrup-Silkeborg Jernbane.
- Sønderbrogade trinbræt i km 0,7.
- Horsens Havn billetsalgssted i km 1,8. Fra omkring 1950 trinbræt.
- Linde Alle trinbræt i km 3,0 fra 1926.
- Næsset trinbræt i km 4 til 1931.
- Husodde trinbræt i km 5,2 fra 1931.
- Strandskov trinbræt i km 6 fra 1926.
- Elbæk trinbræt i km 7 til 1926.
- Brakøre trinbræt i km 8.
- Haldrup Strand trinbræt i km 9,8.
- Haldrup station i km 11,3.
- Toftumvejen trinbræt.
- Søvind station i km 13,5.
- Torupvolde station i km 15,1. Senere trinbræt.
- Kronholm trinbræt.
- Tendrupvejen trinbræt.
- Hundslund station i km 18,5.
- Oldrup trinbræt i km 21.
- Bilsbæk station i km 23,2. Senere trinbræt.
- Åkær trinbræt.
- Falling station i km 25,3. Temmelig stor stationsbygning, bl.a. på grund af planen om sidebane.[1]
- Trekanten trinbræt.
- Ørting station i km 27,9.
- Smedrupvejen trinbræt.
- Drammelsbæk station i km 30,3 med stationsbygning opført omkring 1915, men senere trinbræt.
- Odder station i km 34,0 – forbindelse med Hads-Ning Herreders Jernbane.

### Bevarede stationsbygninger
Banens bygninger er tegnet af Heinrich Wenck. De er alle bevaret.
- Haldrup: Poststien 4
- Søvind: Haldrupvej 38
- Torupvolde: Elbækvej 69
- Hundslund: Guldagervej 6
- Bilsbæk: Bilsbækvej 145
- Falling: Aakjærvej 40
- Ørting: Horsensvej 155
- Drammelsbæk: Drammelsbækvej 23

## Strækninger hvor banetracéet er bevaret
Af banens 34 km er banetracéet bevaret og tilgængeligt på 15½ km. Den største sammenhængende strækning er den 5½ km lange Hundslund-Åkjær Natursti.
- Banestien fra Horsens passerer Stensballe Sund på vej til Husodde
- Ved Strandskoven er banetracéet undermineret af jordskred[2]
- Nord for Brakør går banetracéet gennem Stensballe Skov
- Bevaret banedæmning ved siden af et lille anlæg i Haldrup
- Banesti nordøst for Søvind station
- Bevaret banedæmning langs Søvind Bæk
- Bevaret banetracè vest for Hundslund
- Gennemskæring øst for Oldrup trinbræt
- Kig fra Bilsbæk trinbræt mod nordvest med skinnerester i vejen
- Hundslund-Åkjær natursti slutter ved Horsensvej (rute 451)
- Fra Alrøvej starter en banesti til Ørting
- Bevaret banetracè syd for Rodsteenseje
- Banetracèet slutter i udkanten af Odder